# Panagía Evangelístria
La Panagía Evangelístria de Tinos (en grec moderne : Παναγία Ευαγγελίστρια της Τήνου) est la principale église dédiée à la Vierge Marie en Grèce. Située au nord des Cyclades, elle abrite une icône réputée miraculeuse, ce qui en fait un important lieu de pèlerinage orthodoxe.
Construite à la suite de la découverte d'une image de la Vierge à l'Enfant, annoncée en rêve à une religieuse au début de la guerre d'indépendance grecque, le 23 juillet 1822, l'église est achevée seulement en 1880. Elle prend alors la forme d'une basilique de marbre blanc.